# يوليا شروف
يوليا شروف (بالألمانية: Julia Schruff) مواليد 16 أغسطس 1982 في آوغسبورغ، ألمانيا الغربية، هي لاعبة كرة مضرب ألمانية سابقة بدأت مسيرتها كمحترفة سنة 1992 وكانت تلعب باليد اليمنى، اعتزلت اللعب في 2011.

## النهائيات

### الفردي: 1 (0-1)
| الحصيلة | الرقم | التاريخ       | الدورة            | الأرضية | المنافس    | النتيجة |
| ------- | ----- | ------------- | ----------------- | ------- | ---------- | ------- |
| الوصافة | 1.    | 13 أبريل 2003 | البرتغال المفتوحة | ترابية  | ماغي سيرنا | 4–6 1–6 |

## وصلات خارجية
- جوليا شروف على موقع رابطة محترفات التنس (الإنجليزية)
- جوليا شروف على موقع الاتحاد الدولي لكرة المضرب (الإنجليزية)
- جوليا شروف على موقع كأس بيلي جين كينغ (الإنجليزية)
- جوليا شروف على موقع خلاصة التنس.كوم (الإنجليزية)
- جوليا شروف على موقع إي إس بي إن.كوم (الإنجليزية)

- الموقع الرسمي